# Star Alliance

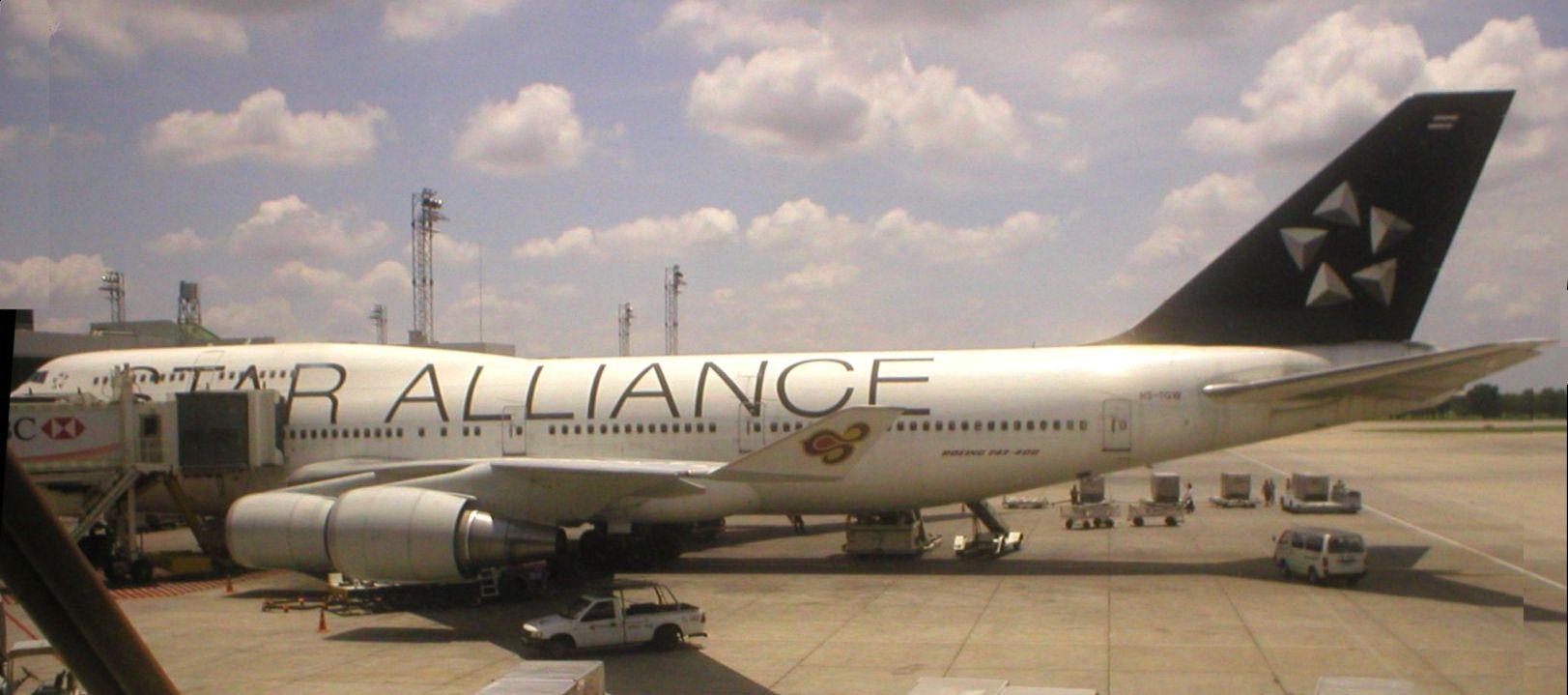
Un Boeing 747 de Thai Airways International amb els colors de la Star Alliance.

Star Alliance és una aliança d'aerolínies creada el 1997, i que en l'actualitat compta amb 26 companyies associades. El gener de 2007 la flota conjunta disposava aproximadament de 3.000 avions, i operava uns 16.000 vols a 841 destinacions de 157 països. Essent la primera unió d'aquestes característiques, en l'actualitat competeix amb les aliances Oneworld i SkyTeam.

## Companyies participants
- Adria (Eslovènia)
- Air Canada (Canadà)
- Air China (República Popular de la Xina)
- Brussels Airlines (Bèlgica)
- Continental Airlines (EUA)
- Croatia Airlines (Croàcia)
- Lufthansa (Alemanya)
- Egyptair (Egipte)
- SAS (Dinamarca, Noruega, Suècia)
- Thai Airways International (Tailàndia)
- Air New Zealand (Nova Zelanda)
- All Nippon Airways (Japó)
- Asiana Airlines (Corea del Sud)
- Austrian Airlines (Àustria)
- Blue1 (Finlàndia)
- BMI (Anglaterra)
- LOT Polish Airlines (Polònia)
- Shanghai Airlines (República Popular de la Xina)
- Singapore Airlines (Singapur),
- South African Airways (Sud-àfrica)
- Swiss Airlines (Suïssa)
- Spanair (Espanya)
- TAP Portugal (Portugal)
- Turkish Airlines (Turquia)
- United Airlines (EUA)
- US Airways (EUA)

Les cinc primeres són les aerolínies fundadores de Star Alliance.